# Trep (but)
Trepy (od czes. trepka) – buty posiadające drewniane podeszwy i skórzane wierzchy, utrzymujące je na przedniej części stopy. 
Dawniej były to tanie buty dla biedoty, której nie było stać na zakup obuwia ze skóry. Ich wyrobem na polskich wsiach trudnili się trepiarze, a niekiedy także bednarze i stolarze. Trepy były noszone głównie jesienią i zimą. Służyły jako obuwie robocze dla gospodarzy i jako obuwie na wszystkie okazje dla wiejskich wyrobników. 
Niewielkie trepy nazywano trepkami. Miały drewnianą podeszwę i skórzane okrycie na palce, czasem też miały rzemyki, które były wiązane wokół stopy lub łydki.
Współcześnie określenia trepy używa się również w stosunku do starych, znoszonych butów.